# Anders Lerbeck
Andreas Petri Lerbäck (Lagerbeck) född augusti 1642 i Norrköping, död januari 1693, var en svensk borgmästare.

## Biografi
Andreas Lerbäck föddes 1642 i Norrköping och var son till borgmästaren Petter Castens och Christina Pommerenning. Han blev 1660 student vid Kungliga Akademien i Åbo och 1661 student vid Uppsala universitet. Lerbäck blev 1668 rådman i Norrköpings rådhusrätt och 1681 justitieborgmästare vid rådhusrätten. Han avled 1693.